# 彼得罗夫斯科耶 (雅罗斯拉夫尔州)
彼得罗夫斯科耶（羅馬化：Petrovskoye）是俄罗斯雅罗斯拉夫尔州的市级镇，为该州罗斯托夫区第二大市级镇。地处雅罗斯拉夫尔州东南部，位于伏尔加河流域内一条小河萨拉河（Сара）河畔，在区行政中心罗斯托夫及州府雅罗斯拉夫尔西南方。
镇内设有铁路车站彼得罗夫斯克站，位于莫斯科－雅罗斯拉夫尔线上。连接莫斯科与北部港市阿尔汉格尔斯克的M8公路（霍尔莫戈雷公路）穿过该镇。
该地2022年人口有4,445人；2010年人口4,875；2002年人口5,438；1989年人口5,635。